# Acte unique européen
Pour les articles homonymes, voir AUE et Unique.
 (avril 2021).
Si vous disposez d'ouvrages ou d'articles de référence ou si vous connaissez des sites web de qualité traitant du thème abordé ici, merci de compléter l'article en donnant les références utiles à sa vérifiabilité et en les liant à la section « Notes et références ».
L'Acte unique européen (souvent abrégé en Acte unique ou en AUE) a été signé les 17 et 28 février 1986, respectivement à Luxembourg et à La Haye, par les 12 États alors membres de la Communauté économique européenne (l'Allemagne de l'Ouest, la Belgique, la France, l'Italie, le Luxembourg, les Pays-Bas, le Danemark, l'Irlande, le Royaume-Uni, la Grèce, l'Espagne et le Portugal) et est entré en vigueur le 1er juillet 1987. Il se nomme l'Acte unique européen car c'est la première fois que l'on retrouve dans un traité des dispositions communautaires (supranational) et des dispositions intergouvernementales (international). Il est dû en grande partie à Jacques Delors qui a souhaité relancer le processus d'intégration européenne après la période d'« euroscepticisme » qui avait suivi les chocs pétroliers des années 1970.
L'Acte unique a modifié le traité de Rome de 1957 qui instituait la Communauté économique européenne (CEE), en a approfondi les objectifs et a ouvert la voie à la réalisation du marché unique.

## Préparation de l'Acte unique
L’Acte unique de 1986 se caractérise autant par la volonté de l'Union européenne à travers la finalisation du marché unique que par la mise à jour des institutions communautaires. Il inclut la révision des institutions, des nouveaux champs de compétences et la nouvelle coopération politique européenne. Il suit la réflexion européenne des années 1980.
Au début des années 1980 les États semblent prendre chacun leur propre voie : Thatcher, en 1979, prend la direction du libéralisme économique, Mitterrand, en 1983, cherche à réduire les dépenses sociales (tournant de la rigueur) et veut nationaliser de grandes entreprises françaises (loi de nationalisation du 13 février 1982), Kohl, en 1982, revient à la tradition chrétienne-démocrate allemande. 
La contrainte du contexte international pousse Kohl et Mitterrand à chercher un moyen de faire redémarrer le couple franco-allemand : Mitterrand soutient Kohl avec un discours au Bundestag lors de la crise des euromissiles sur la question des fusées Pershing, tandis que Kohl accepte de réévaluer le Deutsche Mark de 5 % pour accompagner la dévaluation de 4 % du franc français due aux politiques expansionnistes des socialistes. 
La première moitié des années 1980 voit aussi plusieurs projets de réforme de la CEE, dans la perspective d’une « Union européenne » et pour sortir de la crise du chèque britannique :
1. Commission : Rapport Gaston Thorn (1981) : réforme du budget, réorientation de  la Politique agricole commune, développement de politiques communes
2. États membres : Plan Genscher-Colombo (1981) : projet d’Acte européen, déclaration politique vers la création de l’Union européenne : coordination de la Coopération politique européenne (CPE), rôle du Parlement, du Conseil et de la Commission, voté à majorité qualifiée au Conseil ; (1983) Déclaration solennelle sur l'Union européenne[1]
3. Parlement européen : Projet de Traité sur l'UE (1984) par la Commission Spinelli et le Club du Crocodile: communautarisation élargie, votée à majorité qualifiée au Conseil, subsidiarité, codécisions, Système monétaire européen ; les états ne le ratifient pas, mais il a le soutien de Mitterrand et sera repris par le Comité Dooge[2]
4. État de droit et citoyenneté européenne : le Rapport Tindemans (1975) avait lancé des propositions pour la tutelle des droits des européens ; le Comité Adonnino (1984) relance l'émergence d'un espace européen sans frontières et l'introduction des symboles européens.
5. Coopération européenne en politique extérieure : déjà soulignée comme nécessaire par le Rapport Davignon (1970) et le Rapport Tindemans (1976) ; le Rapport Carrington (1981) relance cette perspective avec l'obligation de se consulter avant toute initiative de politique externe touchant l’ensemble de la CEE.

Au sommet de Fontainebleau (1984), les États membres se fixent pour objectif de résoudre les problèmes de budget et du rabais britannique qui bloquent la CEE.
Le sommet charge Jacques Delors et l'ancien secrétaire d’État au Commerce de Margaret Thatcher, lord Francis Cockfield, de présenter un Livre Blanc (1985) avec les 310 mesures nécessaires à l'achèvement du marché intérieur, vu comme une nouvelle étape de l’intégration économique. En même temps, le Comité Dooge remet ses propositions pour l'amélioration du fonctionnement de la communauté (UE, espace économique interne et identité extérieure) ; le comité propose une CIG de révision des traités ; le Royaume-Uni s'y oppose, tandis que la France et l'Allemagne proposent un nouveau projet de coopération en politique extérieure.
Le Conseil de Milan (1985) donne son aval au rapport Delors, et décide à la majorité qualifiée de convoquer une CIG (visant la constitution d'un marché intérieur à l'horizon 1992, la mise en place de la politique étrangère et de sécurité commune et la mise à jour des institutions), nonobstant les protestations de Royaume-Uni, du Danemark et de la Grèce ; la CIG travaille entre septembre et novembre 1985, en produisant un Acte unique (somme des révisions des traités et des nouveaux éléments) que certains jugent décevant par rapport aux propositions de Dooge et de Spinelli. L'Acte unique gagne un referendum au Danemark en décembre 1986, et entre en vigueur en juillet 1987. 
Il inclut :
1. une mise à jour institutionnelle de la CEE, avec la codification de plusieurs évolutions pratiques (Conseil européen 1975, nom du « Parlement européen » 1962, extension du vote à la majorité qualifiée du Conseil, Tribunal de Première Instance de la Cour européenne de justice, procédures de coopération et prérogatives du Parlement, rôle de la Commission dans la CPE)
2. la vision d’un espace européen sans frontières et un marché unique (1992)
3. Coopération politique européenne
4. Espace social européen avec réforme des fonds structuraux (FSE, FEOGA, FEDER)
5. Recherches scientifiques, Environnement, Subsidiarité

## «Quatre libertés»
L'Acte unique fixe pour objectif l’achèvement du marché intérieur (l'effectivité des libertés de circulation accordées en droit depuis 1957 sous le nom de marché commun) à la fin de 1992. La Commission prévoyait en ce sens l'adoption d'environ 300 directives pour démanteler les barrières physiques, politiques et fiscales faisant obstacle à la libre circulation des marchandises, des services, des capitaux et des personnes (les quatre libertés fondamentales). Il introduit une procédure de décision pour l'harmonisation relative à l'établissement du marché intérieur par un vote à la majorité qualifiée du Conseil des ministres, à l'exclusion des questions fiscales et sociales.
Il implique donc quatre libertés :
- libre circulation des marchandises et des services ; cependant, malgré la suppression des droits de douane en 1968, le marché ne fonctionne pas en raison de l'importance de nombreuses barrières non tarifaires. Quatre séries de mesures sont alors prévues :
  - suppression des entraves techniques par le biais de l'harmonisation européenne et de la reconnaissance mutuelle, selon laquelle un État membre ne peut refuser un bien d'un autre État, sauf des raisons basées sur le principe de précaution (par exemple : la crise de la vache folle dès 1996) ;
  - suppression des obstacles douaniers : abandon des formalités douanières fiscales et sanitaires à la frontière ;
  - ouverture des marchés publics.
- libre prestation (banques assurances, finances, transports du pays d'accueil) et liberté pour une entreprise de s'installer dans le pays de son choix.
- libre circulation des personnes ; les personnes peuvent circuler librement dans l'UE depuis le 1er janvier 1993, même si cette liberté existe pour les travailleurs depuis 1968.
- libre circulation des capitaux ; effective depuis le 1er juillet 1990, elle s'insère dans la préparation de l'union monétaire.

## Préparation du traité de Maastricht
Il a ouvert le chemin au Traité sur l'Union européenne signé à Maastricht en 1992.
Il a élargi les compétences de la CEE principalement dans trois domaines :
- la recherche et développement,
- l'environnement,
- la politique étrangère commune.

Il a renforcé les pouvoirs du Parlement européen, et permis au Conseil de créer une nouvelle juridiction. L'AUE a ainsi établi les bases rendant possible la création du Tribunal de première instance des Communautés européennes (TPI).
Le traité décide que les fonds structurels doivent être réformés.
Il a consacré l'existence du Conseil européen ; il comporte enfin des dispositions sur la coopération politique.
À l'objectif de grand marché intérieur, l'Acte unique associe étroitement celui tout aussi essentiel de la cohésion économique et sociale.
À sa création, il fallait harmoniser toutes les législations nationales.